# Герцогство Гвасталла

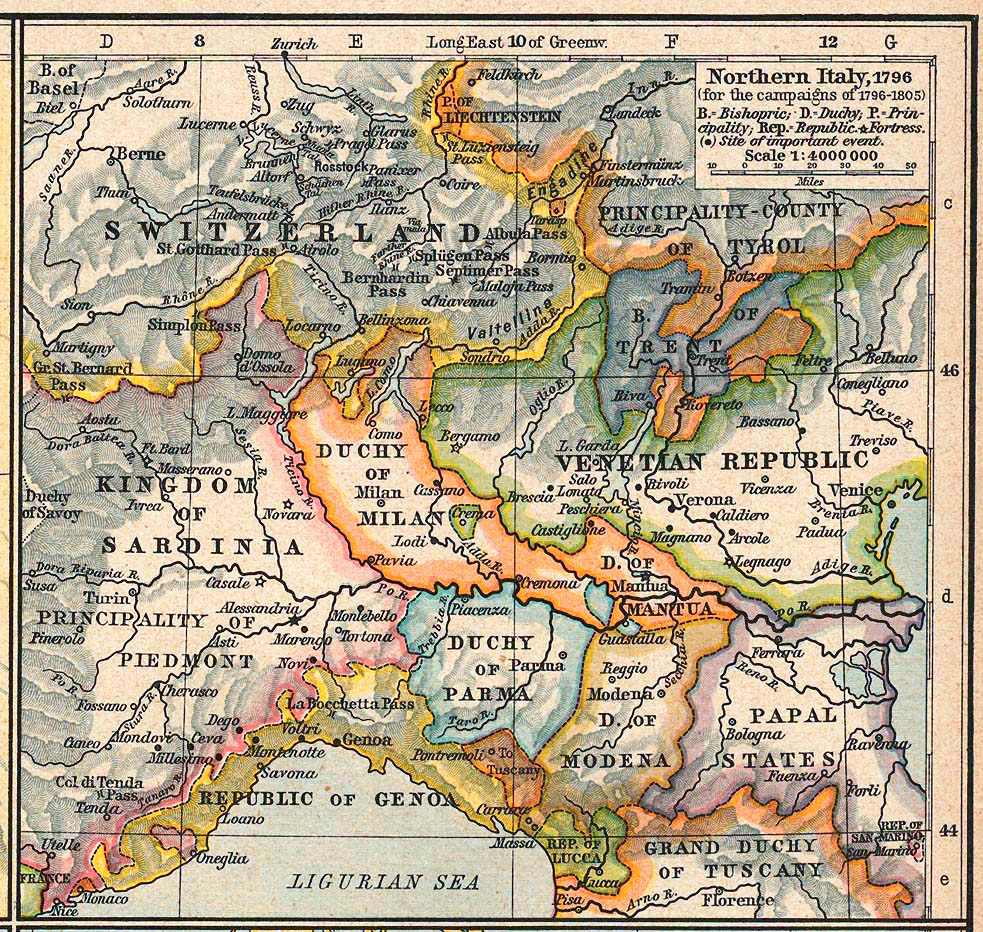

Герцогство Гвасталла (итал. Ducato di Guastalla) — государство, существовавшее в Средние века в северной Италии. Располагалось между Моденским герцогством и Мантуанским герцогством, столица — Гвасталла.
2 июля 1621 года император Фердинанд II повысил графство Гвасталла до статуса герцогства, а граф Ферранте II Гонзага стал первым герцогом Гвасталльским и стал пытаться развить свои владения до уровня Мантуанского герцогства.
В 1630 году Ферранте II умер от чумы, и герцогство унаследовал его сын Чезаре II Гонзага, который сумел отобрать у Мантуанского герцогства такие населённые пункты, как Дозоло, Луццара и Реджоло.
В 1632 году трон занял его сын — Ферранте III Гонзага. Не имея наследников мужского пола, он завещал герцогство мужу своей дочери — Фернандо Карло, герцогу Мантуанскому, а сам принялся укреплять оборону владений, что было весьма актуально в условиях войн, сотрясавших в ту пору Европу.

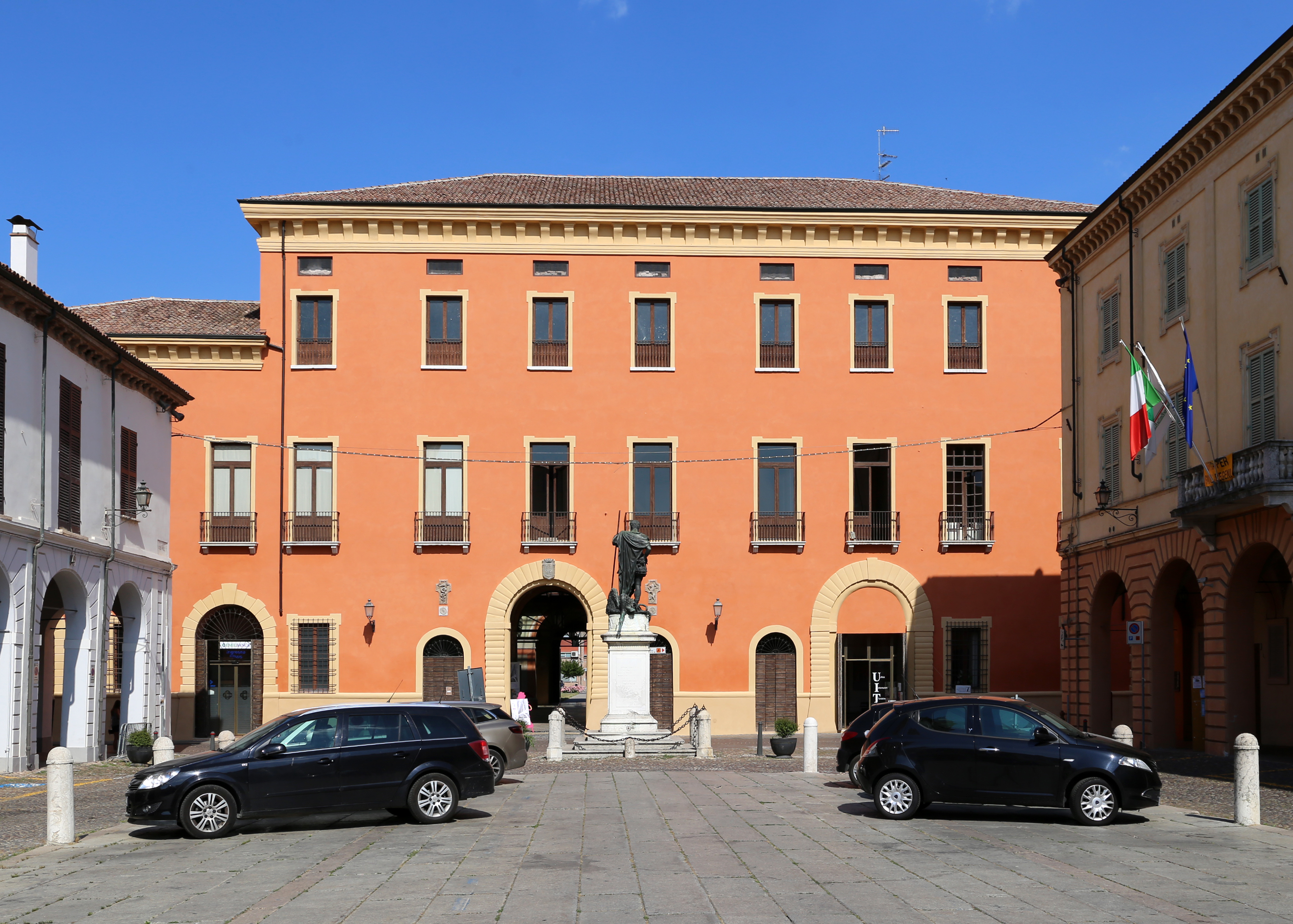
Герцогский дворец в Гвасталле

В 1689—1690 годах город Гвасталла был атакован испанцами, которые смогли уничтожить городские стены, оккупировали город и снесли замок Висконти и городскую башню. В 1692 году герцог гвасталльский был обвинён в фелонии, и император Леопольд I передал герцогство Винченцо Гонзага.
Во время правления Винченцо в ходе войны за испанское наследство возле Гвасталлы произошла битва при Луццаре между французскими войсками, которыми командовал Людовик XIV, и войсками Священной Римской империи, которыми командовал Евгений Савойский. Вскоре после этого был атакован и сам город, который, несмотря на героическую оборону, был вынужден капитулировать.
В 1714 году, после смерти отца, герцогство унаследовал Антонио Ферранте Гонзага. Он был не очень активным политиком, и умер при необычных обстоятельствах в 1729 году. В 1734 году герцогство перешло к его брату Джузеппе Гонзага — последнему герцогу Гвасталльскому, которому пришлось увидеть австрийскую оккупацию после сражения при Гвасталле. Позднее город был продан савойскому герцогу Карлу Эммануилу III, у которого и оставался до 1738 года.
Последний герцог скончался в 1746 году, не оставив наследника, и герцогство вошло в состав австрийской провинции Ломбардия, его формальным главой стала императрица Мария Терезия. В соответствии с условиями второго Аахенского мира герцогство Гвасталльское было присоединено к Пармскому герцогству, которым правил дом Бурбонов.
В 1802 году герцогство было аннексировано Цизальпинской республикой, но в 1806 году было воссоздано как автономное герцогство в составе наполеоновского королевства Италия. В 1815 году оно было возвращено Пармскому герцогству, и оставалось под пармским правлением до 1847 года.
После смерти Марии-Луизы герцогство было передано Моденскому герцогству, а впоследствии вошло в Объединённые провинции Центральной Италии, в итоге влившиеся в Итальянское королевство.